# L'eredità di Gabriella
L'eredità di Gabriella è un film muto italiano del 1913 diretto da Roberto Danesi.